# Jelonek (album)
Jelonek – pierwszy solowy, instrumentalny album polskiego skrzypka Michała Jelonka. Wydawnictwo ukazało się 3 grudnia 2007 roku nakładem wytwórni muzycznej Mystic Production. Nagrania zostały zarejestrowane w Studio Izabelin C Sonus i Maybe.B Recording House. W ramach promocji do utworów "BaRock", "Vendome 1212", "B.East" oraz "Elephant's Ballet" zostały zrealizowane teledyski.

## Lista utworów
Opracowano na podstawie materiału źródłowego.
1. "BaRock" (muz. Michał Jelonek) - 03:07
2. "B.East" (muz. Michał Jelonek) - 03:30
3. "Vendome 1212" (muz. Michał Jelonek) - 03:05
4. "Akka" (muz. Michał Jelonek) - 02:36
5. "Steppe" (muz. Michał Jelonek) - 04:52
6. "A Funeral of a Provincial Vampire" (muz. Michał Jelonek) - 03:26
7. "Lorr" (muz. Michał Jelonek) - 03:56
8. "Beech Forest" (muz. Michał Jelonek) - 02:46
9. "War in the Kids Room" (muz. Michał Jelonek) - 03:05
10. "Miserere Mei Deus" (muz. Michał Jelonek) - 02:06
11. "Mosquito Flight" (muz. Michał Jelonek) - 04:00
12. "Machinehat" (muz. Michał Jelonek) - 03:08
13. "Elephant's Ballet" (muz. Michał Jelonek) - 03:14
14. "Pizzicato - Asceticism" (muz. Michał Jelonek) - 06:45

## Twórcy
Opracowano na podstawie materiału źródłowego.

- Michał "Jelonek" Jelonek - skrzypce, kontrabas, sześciostrunowe skrzypce elektryczne
- Grzegorz "Brooz" Sławiński - perkusja, instrumenty perkusyjne
- Karol Ludew - perkusja, instrumenty perkusyjne
- Artur "Lipa" Lipiński - perkusja, instrumenty perkusyjne
- Mariusz "Maniek" Andraszek - gitara basowa
- Robert "Rebe Fifi" Fijałkowski - gitara, gitara barytonowa
- Paweł "Drak" Grzegorczyk - gitara
- Andrzej "Aka" Karp - gitara basowa, monsterbass
- Justyna Osiecka - wiolonczela
- Dawid Somló - instrumenty perkusyjne
- Mentalporn (Katarzyna Zaremba, Piotr "Qras" Kurek) - okładka oprawa graficzna